# 脱藩
脱藩是指日本江户时代的武士从藩中脱离而成为浪人的行为。

## 概要
虽然在战国时代，臣下违抗主命的行为常有发生，但进入江户时代后，将脱藩视为“以臣下之身背叛主上”而无法原谅的风潮高涨，藩主有时也会下令追捕脱藩者。这是因为藩主担心脱藩者很可能会泄露藩中的军事秘密或御家骚动之类的情报，而导致发生改易。

## 历史
在江户时代中期以后，由于日本进入和平时代，军事机密也就毫无意义了。所以如果不是藩中的重要人物，事实上是允许因为财政方面的问题而自由脱藩的。只是此种情况需要完成一定的法律上的手续。如有未经手续擅自脱藩的情况，脱藩者将被冠以施以欠落（出奔）的罪名，将会断绝其家名并将没收财产，本人被抓住时根据情况亦可能被施以死刑。
到了幕末，尊王攘夷思想逐渐兴起，由于无法自由活动，越来越多的武士选择脱藩，到江户和京都与志同道合的人交流，投身政治活动，所以各藩对脱藩行为也渐渐默许，不再追究。
历史上有名的脱藩者有长州藩的吉田松阴、土佐藩的坂本龙马与中冈慎太郎等。